# デイン・ハイレット＝ペティ
デイン・ハイレットペティ（Dane Haylett-Petty、1989年6月18日 - ）は、オーストラリアの元ラグビーユニオン選手。

## プロフィール
- 南アフリカ・ダーバン出身[1]。
- ポジションはフルバック(FB)。
- 身長 189cm、体重 93kg[2]
- U20オーストラリア代表に選ばれたことがある[3]。
- オーストラリア代表通算キャップ数は38でワールドカップ2019のオーストラリア代表に選ばれた[4]。
- 弟のロスもラグビー選手[5]。

## 略歴
10歳の時にオーストラリアに移住しラグビーを始めた。
フォース、ビアリッツを経て、2013年、豊田自動織機シャトルズ(現・豊田自動織機シャトルズ愛知)に加入。同年10月6日に行われたジャパンラグビートップリーグ1stステージ第5節サントリーサンゴリアス戦に途中出場で日本での公式戦初出場を果たした。
2014年、豊田自動織機シャトルズ退団後、フォース、パース・スピリットを経て、2018年、レベルズに加入。
2019年、レベルズの主将に就任した。
2021年、脳震盪のため現役を引退した。